# Самара - Смишляєвка (аеропорт)
Смишляєвка — аеропорт місцевих повітряних ліній міста Самара. Розташований на східній околиці Самари (за 15 км на схід від центру міста) в мікрорайоні Аеропорт-2, що входить у межі міста. На схід від аеродрому знаходиться селище Смишляєвка Волзького району Самарської області, за іменем якого і названо аеропорт.
Був основним аеропортом Куйбишева (нині Самара) до початку 1960-х, коли був побудований новий сучасний аеропорт Курумоч і більша частина рейсів була перенесена туди, у зв'язку з такою потребою експлуатації сучасних висотно-швидкісних літаків, що вимагають ВПС великих розмірів. Аеропорт Смишляєвка не задовольняв таким вимогам, а можливості розширення аеропорту не було: з півночі аеродром обмежений залізницею, з півдня — заплавою річки Самара, із заходу — аеродромом Безім'янка, зі сходу — селищем Смишляєвка.
Регулярних пасажирських рейсів з аеропорту Смишляєвка не виконується з 1980-х. Провідне призначення аеропорту в останні кілька десятиліть — авіаційні роботи в Самарській області та прилеглих районах Поволжя та Уралу. Аеропорт у цей час експлуатує ВАТ «Самарская компания авиации специального примененения». Основні типи повітряних суден: літаки Ан-2, вертольоти Мі-2, Мі-8.
Крім того, в аеропорту базується авіаційний Клуб РОСТО Самарської області «Айсберг».
У серпні парних років (2002, 2004, 2006) в аеропорту проводиться регіональний авіасалон малої авіації.
Аеродром Смишляєвка 4 класу, здатний приймати літаки типу Ан-2, Л-410 і легші, а також вертольоти всіх типів.